# Factoría de Ficción
Factoría de Ficción, med loggan F., är ett kommersiellt spanskt TV-nätverk ägt av Mediaset España Comunicación. Företaget startade sina sändningar den 18 februari 2008 som FDF Telecinco, Telecinco Estrellas. Den 25 juli 2009 ändrades namnet och loggan till "FactoríaDeFicción". Kanalen sänder TV-serier, både internationella och lokala. 

## Program

### Utländska serier
- Friends
- Skål
- Family Matters
- Growing Pains
- Everybody Hates Chris
- Perfect Strangers
- Rules of Engagement
- Relic Hunter
- Full House
- Medium
- ER
- Ghost Whisperer
- Castle
- CSI: Crime Scene Investigation
- CSI: Miami
- CSI: NY
- NCIS: Los Angeles
- Cold Case
- Criminal Minds
- Criminal Minds: Suspect Behavior
- House
- Spartacus: Blood and Sand
- Hawaii Five-0
- The Defenders
- Monk
- The Closer
- Royal Pains
- Lost
- Psych
- White Collar
- Falling Skies
- The Kill Point

### Lokala serier
- Aída
- El Comisario
- Hospital Central'
- La que se avecina
- Los Serrano
- La pecera de Eva
- Punta Escarlata
- Homicidios
- Cheers
- Tierra de Lobos
- 7 Vidas